# Chondrina gerhardi
Chondrina gerhardi ist eine Art der Kornschnecken (Chondrinidae) aus der Unterordnung der Landlungenschnecken (Stylommatophora).

## Merkmale
Das schlank-kegelige Gehäuse ist 4,9 bis 6,3 mm hoch und 2,1 bis 2,4 mm breit. Die 6 bis 7 mäßig gewölbten Windungen sind unregelmäßig gestreift. Die Mündungsbewehrung ist weitgehend reduziert. Es ist nur eine mehr oder weniger kräftige Columellaris vorhanden. Gelegentlich ist noch eine sehr schwach ausgebildete Parietalis angedeutet. Der Mündungsrand ist nur unwesentlich durch eine weiße Lippe verdickt, die auch nicht schwellenförmig angelegt ist. Die Basis der Mündung ist nicht U-förmig gerundet, sondern ist in der Frontalansicht schief V-förmig; die Gaumenseite ist leicht abgeflacht. Im Bereich der (nicht vorhandenen) Infrapalatalis ist bei einigen Gehäusen eine kurze Einkerbung vorhanden.
Im männlichen Teil des Geschlechtsapparates sind Penis und Epiphallus im unteren Penisbereich miteinander verwachsen und bilden eine vergleichsweise kurze Schleife. Der Epiphallus ist kürzer und etwas dünner als der Penis; der Übergang Penis/Epiphallus ist unterhalb der Biegung der Schleife durch eine deutliche Abnahme des Durchmessers markiert. Der "freie" Penis, d. h. von der Einmündung in das Atrium bis zur Verwachsung mit dem Epiphallus misst etwa ein Drittel der Länge der Schleife. An der Innenwand des Penis sind mehr oder weniger deutliche feine Querrunzeln ausgebildet. Kurz vor der Biegung und im dicken Teil der Schleife nach der Biegung ist eine Längsstruktur vorhanden. Die Innenwand des Epiphallus weist eine fein quergerunzelte Längsstruktur auf. Der Penisretraktormuskel setzt am ersten Drittel der Schleife an.
Die Vagina ist relativ zum sehr kurzen freien Eileiter sehr lang. Die Vagina ist auch drei- bis viermal länger als der "freie" Teil des Penis. Der Samenleiter liegt der Vagina dicht an. Der Stiel der Samenblase ist sehr lang; er ist anfangs doppelt so breit wie der freie Eileiter.
Die Radula weist in der Halbquerreihe neben dem Zentralzahn 33 bis 34 Seitenzähne auf.

### Ähnliche Arten
Das Gehäuse von Chondrina gerhardi ist durch die stark reduzierte Mündungsbewehrung und dem generellen Habitus dem Gehäuse von Chondrina farinesii, besonders der Unterart Chondrina farinesii farinesii sehr ähnlich. Es ist allerdings auf der Gaumenseite etwas schief abgeflacht, sodass die Basis eher V-förmig als U-förmig ist. Chondrina farinesii bildet jedoch im männlichen Teil des Geschlechtsapparates ein rudimentäres Flagellum aus, das bei Chondrina gerhardi fehlt. Das Atrium ist bei Chondrina farinesii deutlich länger. Das Gehäuse von Chobdrina oligodonta besitzt eine breit U-förmig gerundete Gehäusebasis. Chondrina falkneri ist im Durchschnitt deutlich größer. Bei Chondrina falkneri die Columellaris sehr schwach ausgebildet oder fehlt ganz und ist die Angularis meist vorhanden, wenn auch schwach ausgebildet. Auch Chondrina ascendens kann in extremen Formen mit stark reduzierter Mündungsbewehrung sehr ähnlich sein. Diese Art kommt soweit bekannt nur in den Pyrenäen und den südlich angrenzenden Gebieten vor.

## Geographische Verbreitung und Lebensraum
Die Art ist bisher nur von der Typlokalität aus der Combe de Queyras (Gorges du Guil) im französischen Département Hautes-Alpes bekannt. Sie lebt dort in 1100 m Höhe sympatrisch zusammen mit der Unterart Chondrina avenacea avenacea der Westlichen Haferkornschnecke.

## Taxonomie
Das Taxon wurde 1973 erstmals von Edmund Gittenberger in offener Nomenklatur als "Chondrina spec. 2" beschrieben. 2002 beschrieb Gittenberger das Taxon als neue Art. Es wird von der Fauna Europaea anerkannt. Das Taxon ist nach Gerhard Falkner, einem der führenden deutschen Malakologen benannt.

## Gefährdung
Die Art ist bisher nur von der Typlokalität bekannt. Sie wird daher von der International Union for Conservation of Nature and Natural Resources (IUCN) als „gefährdet“ (Vulnerable) eingestuft. Zwar liegt das Vorkommen in einem Naturpark, sie ist dort jedoch nicht vor den potenziellen Gefahren wie Straßenverbreiterungen und Anlage von Steinbrüchen geschützt.

## Belege

### Online
- AnimalBase – Chondrina gerhardi Gittenberger, 2002